# Přemysl Ágnes osztrák hercegné
Přemysl Ágnes (ismert még mint Csehországi Ágnes, csehül: Anežka Přemyslovna, németül: Agnes von Böhmen; 1269. szeptember 5. – Prága, Cseh Királyság, 1296. május 17.), a Přemysl-házból származó cseh királyi hercegnő, Nagy Ottokár cseh király és Halicsi Kunigunda királyné leánya, II. Habsburg Rudolf herceggel kötött házassága révén 1279-től férje 1290-es haláláig sváb hercegné, 1282 és 1283 között osztrák és stájer hercegné.

## Származása
Ágnes hercegnő 1269. szeptember 5-én született a cseh a királyi dinasztia, a Přemysl-ház tagjaként. Apja II. Nagy Ottokár cseh király volt, aki I. Vencel cseh király és Sváb Kunigunda második fiúgyermeke volt. Apai nagyapai dédszülei I. Ottokár cseh király és Magyarországi Konstancia (III. Béla magyar király leánya), míg apai nagyanyai dédszülei Sváb Fülöp német király és Angelosz Irén (II. Iszaakiosz bizánci császár leánya) voltak.
Anyja a Rurik-dinasztiából származó Halicsi Kunigunda hercegnő volt, aki III. Rosztyiszlav kijevi nagyfejedelem és Magyarországi Anna ötödik gyermeke volt. Anyai nagyapai dédapja Szent Mihály volt, míg anyai nagyanyai dédszülei IV. Béla magyar király és Laszkarisz Mária (I. Theodórosz nikaiai császár leánya) voltak.
Ágnes szülei második leánygyermeke volt. Apjának ez volt a második házassága, az első kapcsolatából Babenbergi Margit osztrák hercegnőtől ugyanis nem születtek gyermekei. Ágnes két felnőttkort megért testvérei között van Kunigunda királyi hercegnő, aki II. Boleszláv mazóviai herceghez ment feleségül, valamint a későbbi II. Vencel cseh király, apjuk örököse, a még későbbi Cseh Vencel magyar király apja.

## Házassága és gyermeke
Miután apja a második morvamezei csatában életét vesztette, anyja, a cseh anyakirálynő úgy határozott, hogy gyermekeit a német királyi pár, I. Habsburg Rudolf német király és Hohenbergi Gertrúd királyné gyermekeivel fogja összeházasítani, megteremtve vele a békét. Ágnes így 1289-ben házasságot kötött II. Rudolf sváb herceggel, a német királyi pár nyolcadik fiával. Testvére, Kunigunda hercegnő már 1277-ben Hartmann herceggel, a pár hetedik fiával járt jegyben, ám ezt később mégis felbontották, másik testvére, az ekkor már cseh király Vencel pedig Ausztriai Juta hercegnőt, a pár kilencedik gyermekét vette feleségül. Ágnes és Rudolf kapcsolatából összesen egy fiúgyermek, Parricida János született, aki később azzal került be a krónikákba, hogy merényletet követett el nagybátyja, I. Albert német király ellen.